# Мартін Ганзал
Мартін Ганзал (чеськ. Martin Hanzal, нар. 20 лютого 1987, Чеські Будейовиці) — чеський хокеїст, центральний нападник клубу НХЛ. Гравець збірної команди Чехії.

## Ігрова кар'єра

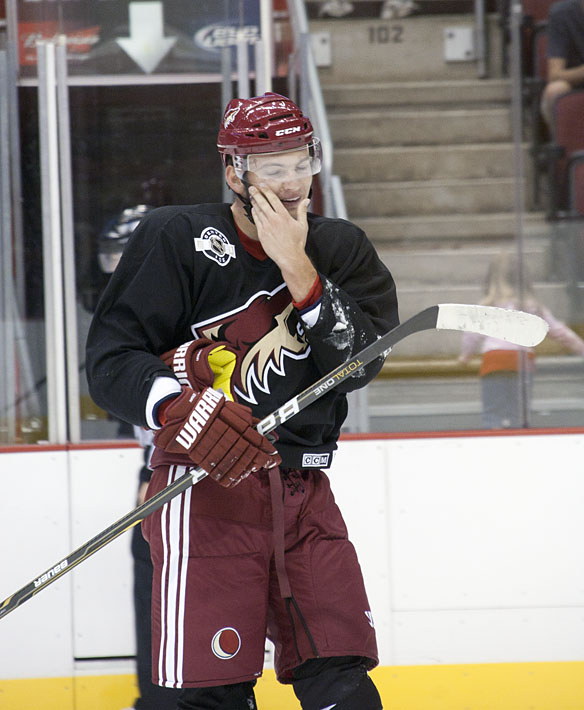
Мартін під час одного з тренувань в складі «Аризона Койотс».

Хокейну кар'єру розпочав на батьківщині 2005 року виступами за команду «Чеські Будейовиці».
2005 року був обраний на драфті НХЛ під 17-м загальним номером командою «Фінікс Койотс», але два сезони відіграв за юніорські клуби США та Канади.
У сезоні 2007/08 дебютував у складі «Фінікс Койотс» в НХЛ. 4 грудня 2008 року Мартін зробив перший хет-трик, причому йому для знадобилось лише 20:27 ігрового часу, це найшвидший хет-трик в історії «койотів».
8 жовтня 2011 року Ганзал стає помічником капітана команди.
12 квітня 2012 року Мартін з подачі Адріана Окойна закинув переможну шайбу в овертаймі проти «Чикаго Блекгокс» плей-оф Кубка Стенлі.
14 листопада 2014 року, Ганзал забив свій другий хет-трик в кар'єрі проти «Ванкувер Канакс» (5-0).
Наступний сезон 2014/15 став неповним через операцію на спині.
27 лютого 2017 Ганзал провів останній матч за «Аризону Койотс» та після дев'ятирічного перебування в складі «койотс» перебрався в розпал сезону до іншого американського клубу «Міннесота Вайлд»..

## Збірна
Був гравцем молодіжної збірної Чехії, у складі якої брав участь у 19 іграх.
У складі національної збірної Чехії брав участь в двох чемпіонатах світу 2008 та 2013, Олімпійських іграх 2014, Кубку світу 2016.

## Статистика

### Клубні виступи
| Сезон        | Клуб                | Ліга         | Регулярний сезон | Регулярний сезон | Регулярний сезон | Регулярний сезон | Регулярний сезон | Плей-оф | Плей-оф | Плей-оф | Плей-оф | Плей-оф |
| Сезон        | Клуб                | Ліга         | І                | Г                | П                | О                | ШХ               | І       | Г       | П       | О       | ШХ      |
| ------------ | ------------------- | ------------ | ---------------- | ---------------- | ---------------- | ---------------- | ---------------- | ------- | ------- | ------- | ------- | ------- |
| 2005–06      | «Чеські Будейовиці» | ЧЕ           | 19               | 0                | 1                | 1                | 10               | —       | —       | —       | —       | —       |
| 2005–06      | «Омаха Лансерс»     | ХЛСШ         | 19               | 4                | 15               | 19               | 30               | 5       | 1       | 0       | 1       | 4       |
| 2006–07      | «Ред-Дір Ребелс»    | ЗХЛ          | 60               | 26               | 59               | 85               | 94               | 6       | 2       | 7       | 9       | 19      |
| 2007–08      | «Фінікс Койотс»     | НХЛ          | 72               | 8                | 27               | 35               | 28               | —       | —       | —       | —       | —       |
| 2008–09      | «Фінікс Койотс»     | НХЛ          | 74               | 11               | 20               | 31               | 40               | —       | —       | —       | —       | —       |
| 2009–10      | «Фінікс Койотс»     | НХЛ          | 81               | 11               | 22               | 33               | 104              | 7       | 0       | 3       | 3       | 10      |
| 2010–11      | «Фінікс Койотс»     | НХЛ          | 61               | 16               | 10               | 26               | 54               | 4       | 1       | 2       | 3       | 8       |
| 2011–12      | «Фінікс Койотс»     | НХЛ          | 64               | 8                | 26               | 34               | 63               | 12      | 3       | 3       | 6       | 29      |
| 2012–13      | «Чеські Будейовиці» | ELH          | 18               | 8                | 11               | 19               | 73               | —       | —       | —       | —       | —       |
| 2012–13      | «Фінікс Койотс»     | НХЛ          | 39               | 11               | 12               | 23               | 24               | —       | —       | —       | —       | —       |
| 2013–14      | «Фінікс Койотс»     | НХЛ          | 65               | 15               | 25               | 40               | 73               | —       | —       | —       | —       | —       |
| 2014–15      | «Аризона Койотс»    | НХЛ          | 37               | 8                | 16               | 24               | 31               | —       | —       | —       | —       | —       |
| 2015–16      | «Аризона Койотс»    | НХЛ          | 64               | 13               | 28               | 41               | 77               | —       | —       | —       | —       | —       |
| 2016–17      | «Аризона Койотс»    | НХЛ          | 51               | 16               | 10               | 26               | 43               | —       | —       | —       | —       | —       |
| 2016–17      | «Міннесота Вайлд»   | НХЛ          | 20               | 4                | 9                | 13               | 10               | 5       | 1       | 0       | 1       | 0       |
| Усього в НХЛ | Усього в НХЛ        | Усього в НХЛ | 628              | 121              | 205              | 326              | 547              | 28      | 5       | 8       | 13      | 47      |

### Збірна
| Рік                | Команда            | Турнір             | Місце              | І  | Г | П | О  | ШХ |
| ------------------ | ------------------ | ------------------ | ------------------ | -- | - | - | -- | -- |
| 2005               | Чехія              | ЮЧС18              | 4-е                | 7  | 4 | 3 | 7  | 10 |
| 2006               | Чехія              | МЧС                | 6-е                | 6  | 0 | 2 | 2  | 4  |
| 2007               | Чехія              | МЧС                | 5-е                | 6  | 2 | 1 | 3  | 6  |
| 2008               | Чехія              | ЧС                 | 5-е                | 6  | 0 | 3 | 3  | 8  |
| 2013               | Чехія              | ЧС                 | 7-е                | 8  | 1 | 3 | 4  | 2  |
| 2014               | Чехія              | ОІ                 | 6-е                | 4  | 0 | 1 | 1  | 4  |
| 2016               | Чехія              | КС                 | 6-е                | 3  | 1 | 1 | 2  | 2  |
| Молодіжна збірна   | Молодіжна збірна   | Молодіжна збірна   | Молодіжна збірна   | 19 | 6 | 6 | 12 | 20 |
| Національна збірна | Національна збірна | Національна збірна | Національна збірна | 21 | 2 | 8 | 10 | 16 |